# Карина (певица)
Ю Джимин (кор. 유지민; род. 11 апреля 2000 года), более известная под псевдонимом Карина (кор. 카리나), — южнокорейская певица, рэпер и танцовщица. Является участницей герл-группы Aespa и проектной группы Got the Beat.

## Биография
Ю Джимин родилась 11 апреля 2000 года в Соннам, Кёнгидо, Южная Корея.Она посещала среднюю школу Хансоль, но после того, как была отобрана в первом году средней школы, перестала посещать очные занятия перед вторым годом обучения и перешла на онлайн-занятия. Певица успешно сдала экзамены и получила аттестат о завершении средней школы. В 2016 году прошла прослушивание в SM Entertainmet.
В феврале 2019 года Карина появилась в видеоклипе Тэмина на песню «Want». Она также участвовала в подтанцовке на последующих выступлениях.
2 ноября 2020 года Карина снялась в рекламном ролике для Hyundai TUCSON вместе с Каем из EXO.
27 октября 2020 года Карина была представлена второй участницей новой женской группы SM Entertainment, Aespa. Дебют группы состоялся 17 ноября с синглом «Black Mamba».
17 декабря 2021 года было объявлено, что она станет участницей супергруппы SM Got the Beat вместе с коллегой по группе Винтер и другими артистками лейбла, такими как BoA, Тэён и Хëëн из Girls' Generation, а также с участницами Red Velvet — Сыльги и Венди.
26 декабря 2022 года в рамках проекта SMTOWN : SMCU Palace был выпущен 2022 Winter SMTOWN : SMCU Palace — девятый специальный зимний альбом, где Карина приняла участие в двух коллаборациях: «The Cure» (вместе с Канта, BoA, U-Know, Итыком, Тэён, Онью, Сухо, Айрин, Тэёном, Марком & Куном) и «Hot & Cold» (вместе с Кайем, Сыльги & Джено).
Весной 2023 года Aespa отправились в свой первый концертный тур по Японии и помимо исполнения главных хитов группы, каждая участница представила свое сольное выступление. Карина исполнила песню «Menagerie», к которой она также сама написала текст.
22 сентября 2023 года Карина выпустила сингл «Sad Waltz» для телесериала Netflix Песня бандитов. 30 ноября было объявлено, что Карина примет участие в шоу Netflix Агенты тайны, выход которого запланирован на 2024 год.
22 апреля 2024 года SM объявили о том, что готовится выход первого полноформатного альбома Aespa «Armageddon». Релиз состоялся 27 мая.

## Личная жизнь
Карина является католичкой и заявила, что её имя при крещении Катарина, что послужило вдохновением для её сценического псевдонима.
27 февраля 2024 года Dispatch сообщили, что Карина и актёр Ли Чжэ Ук встречаются. Оба их агентства подтвердили слухи. Они сблизились после посещения показа Prada на Неделе моды в Милане в январе 2024 года. 2 апреля 2024 SM Entertainment подтвердили, что пара рассталась из-за злобных комментариев.

## Дискография

### Коллаборации
- «The Cure» (вместе с Канта, BoA, U-Know, Итыком, Тэён, Онью, Сухо, Айрин, Тэёном, Марком & Куном) (2022)
- «Hot & Cold» (вместе с Кайем, Сыльги & Джено) (2022)

### Саундтреки
- «Song of the Bandits OST» («Sad Hitman») (2023)

### Авторство песен
| Год  | Исполнитель         | Песня       | Альбом                                       | Участие |
| ---- | ------------------- | ----------- | -------------------------------------------- | ------- |
| 2023 | Карина (aespa)      | «Menagerie» | —                                            | Текст   |
| 2024 | aespa (Karina solo) | «Up»        | SYNK: Parallel Line — Special Digital Single | Текст   |

## Фильмография

### Развлекательные шоу
| Год       | Название                              | Телеканал |
| --------- | ------------------------------------- | --------- |
| 2022-2023 | aespa's Synk Road \|                  | KOCOWA TV |
| 2023      | MMTG — Распространение новой культуры | SBS       |
| 2023      | Шоу Халь Мёнсу                        | JTBC      |

### Появления в клипах
- Тэмин — «Want» (2019)[15]